# Салвадор (филм)
Салвадор (енгл. Salvador) је амерички драмски трилер филм из 1986. године, који је режирао Оливер Стоун, по његовом сценарију и Ричарда Бојла.

## Радња
Радња почиње 1980. године у Сан Франциску. Новинар Ричард Бојл (Џејмс Вудс) специјализован је за материјале са жаришта. Због свог комплексног карактера и жудње за алкохолом, остаје без посла, без новца, а жена га напушта. Чувши да се ситуација у Ел Салвадору захуктава, Бојл одлучује да оде тамо на сопствену одговорност да прикупи материјале и покуша да их прода некој угледној публикацији. За друштво Ричард узима свог једнако незапосленог пријатеља, ди-џеја Доктора Рока (Џејмс Белуши), коме саопштава да иде у Гватемалу. Путовање на јефтино пиће и забаву брзо се испоставило да је опасно: јунаци су сведоци војног удара, а већ на граници их зауставља војска, која одмах убија студента који није имао личну карту. Испоставило се да је Бојл упознат са командантом, пуковником Фигероом, који их срдачно прима и ослобађа. Бојл проналази своју локалну драгу Марију (Елпидија Кариљо), која живи у Ла Либертаду са своје двоје мале деце и млађим братом Карлосом. Бојл и Рок се усељавају код ње. Бојл, заједно са фоторепортером Џоном Кесидијем (Џон Севиџ), снима сцену војног масакра левичарских побуњеника. Касније, он даје фотографије тела католичким мисионарима, укључујући и своју пријатељицу Кејти Мур (Синтија Гиб): оне помажу рођацима да идентификују нестале. Затим, у амбасади САД, Бојл, заједно са амбасадором Томасом Келијем (Мајкл Марфи), саветницима из војске и ЦИА-е и новинарима лојалним влади, прати председничке изборе, услед којих на власт долази Роналд Реган . Карлос и доктор Рок, у локалном бару, долазе у сукоб са наоружаним мештанима за које се верује да су део „ескадрона смрти” вође салвадорске војске, мајора Макса. Карлос и Рок касније се појављују у локалном затвору након што им је наводно одузета дрога. Ричард и Кети подмићу полицајца и откупљују Рока, али полицајац оставља Карлоса иза решетака. Карлос ће касније умрети.
Бојл се састаје са амбасадором Кели како би прибавио документе за Марију који ће њој и њеној породици омогућити да напусте земљу. Бојл одлучује да је због тога спреман да се ожени Маријом. Одлазе у катедралу, где се Бојл исповеда. Током накнадне службе, коју предводи надбискуп Оскар Ромеро, осуђујући војску, наоружани нападач по наређењу мајора Макса убија надбискупа. Следећег дана, Бојл се ушуња на Максову конференцију за штампу и пита за убиство, Макс окривљује левичарске побуњенике. Кејти Мур одлази на аеродром да упозна три католичке часне сестре. На путу са аеродрома њихов аутомобил заустављају десничарски милитанти који жене одводе на ивицу пута, силују их и убијају. Бојл и Кели присуствују ексхумацији тела, а Кели, огорчена злочином, најављује престанак снабдевања салвадорске војске. Међутим, амерички саветници са којима Ричард разговара о ситуацији и могућности евакуације Марије окривљују побуњенике за убиства и одбијају да дају путне исправе.
Бојл и Касиди покривају успешан напад побуњеника на војни положај у Санта Ани. Под притиском војних саветника, Кели пристаје да испоручи војну опрему мајору Максу, чиме он побеђује. Касиди, снимајући напад америчке војне летелице, страда од рафала. Бојл је такође рањен, али спасава Касидијеве траке. Бојл и Марија, са лажним документима које је за њу прибавио доктор Рок, покушавају да напусте Салвадор. Они су задржани на контролном пункту, а Бојла одводе на стрељање, али их спасава позив амбасадора који већ напушта земљу до којег је доктор Рок успео да стигне. Ричард, Марија и њено двоје деце улазе у Сједињене Државе, али Марију у аутобусу задржавају службеници Службе за имиграцију и натурализацију. Завршне шпице откривају да су Кесидијеве траке објављене, а Бојл наставља потрагу за Маријом и њеном децом, која су последњи пут виђена у избегличком кампу у Гватемали.